# Morgen (hudební skupina)
Morgen byla americká psychedelická rocková skupina založená na Long Islandu. Vydala jediné album – „Morgen".
Kapelu Morgen založil v roce 1968 Steve Morgene, Bobby Rizzo, Murray Schiffrin, Mike Ratti, a Barry Stock. Původně se jmenovala „Morgen’s Dreame Spectrum", ale to bylo později změněno jednoduše na „Morgen".